# 와다 요시모리
와다 요시모리(和田義盛)는 헤이안 시대 말기부터 가마쿠라 시대 초기까지의 무장, 고케닌이다. 초대 사무라이도코로 벳토(別当).
미우라 씨(三浦氏)의 일족으로 미나모토노 요리토모(源頼朝)의 반헤이케 거병에 참여하였다. 가마쿠라(鎌倉)에 일본 최초의 무가 정권이 설립되었을 때 초대 사무라이도코로 벳토(장관)에 임명되었다. 겐페이 전쟁 당시 요리토모의 동생 노리요리의 군봉행(軍奉行)이 되었으며, 산요도에서 규슈를 거치는 헤이케(平家)의 길목을 차단하였다. 헤이케 멸망 후에는 오슈 전쟁(奥州合戦)에 종군하여 무공을 세웠다. 요리토모 사후 가지와라노 가게토키의 변(梶原景時の変) 당시 가게토키의 탄핵과 추방을 이끌어내는 중심적인 역할을 하였으며, 히키 요시카즈의 변(比企能員の変)이나 하타케야마 시게타다의 난 같은 고케닌들의 변란에도 싯켄 호조 씨에 가담하여 행동하였다. 그러나 2대 싯켄 호조 요시토키의 도발로 거병하기에 이르렀고, 바쿠후의 병력과 가마쿠라 시가에서 전투를 벌였으나 패하고 전사, 와다 일족이 멸망하였다(와다 전투). 저택은 가마쿠라의 와카미야 대로(若宮大路)에 위치해 있었다.

## 생애

### 사무라이도코로의 초대 수장(벳토)
규안(久安) 3년(1147년)에 미우라 요시아키(三浦義明)의 아들인 스기모토 요시무네(杉本義宗)의 아들로 태어났다. 와다 씨(和田氏)는 반도 하치헤이시(坂東八平氏)의 하나인 미우라 씨의 지류(支流)인 일족으로, 사가미 국(相模国) 미우라 군(三浦郡) 와다(和田) 또는 아와 국(安房国)의 와다노 미쿠리야(和田御厨)에 영지를 가지고 있었던 데에서 와다(和田)를 묘지로 삼았다. 즉 와다와 미우라는 동족이며 같은 헤이시(平氏)의 일이다.
지쇼(治承) 4년(1180년) 8월 22일에 미우라 씨는 이즈 국(伊豆国)에서 헤이케 타도를 외치며 거병한 미나모토노 요리토모의 아군이 되기로 결정하고, 요리토모와 합류할 요시아키의 아들 미우라 요시즈미(三浦義澄) 이하 5백여 기(騎)를 거느리고 본거지 미우라 반도(三浦半島)를 출발하였다. 요시모리의 동생인 고지로 요시시게(小次郎義茂)도 이 군속에 참가하였다. 그러나 미우라 군세가 마루코 강(丸子川, 사카와 강)까지 이르렀을 때, 큰 비로 강물이 범람하는 바람에 강을 건널 수가 없었다. 23일 밤 오바 가게치카(大庭景親)가 미우라 군세가 이 무렵에 헤이케측인 자신의 집을 불태운 것을 알게 되었고, 다음날 미우라 군세가 가세하여 전투가 어려워지자 밤중에 이시바시 산 전투(石橋山の戦い)에서 오바 가게치카가 요리토모의 군사를 격파해 버렸다.
요리토모는 행방을 알 수 없게 되었으므로 하는 수 없이 미우라 군세는 미우라 반도로 병사를 돌렸고, 24일에 돌아가는 길인 가마쿠라의 유이가하마(由比ヶ浜)에서 헤이케측의 하타케야마 시게타다(畠山重忠)의 군세와 조우하여 합전하게 되었다. 군키모노가타리 겐페이소스이키(源平盛衰記)에 따르면 무용이 뛰어난 요시모리가 하타케야마의 군진 앞에서 자신의 이름을 외치며 도발하면서 싸움이 되기 시작했지만 피차간에 연이 있는 사람도 많았으므로 일단 화평하게 되었다. 그러나 이 사정을 몰랐던 요시시게가 하타케야마의 군진에 돌입해 합전을 벌였고, 양측 전사자를 내고 군사를 물렸다(小坪合戦).
26일, 하타케야마 시게타다는 다른 헤이케측과 합세하여 수천 기로 미우라 씨의 본거지 기누가사 성(衣笠城)을 습격하였다. 미우라 씨는 동쪽의 기도구치(木戸口), 서쪽의 기도(木戸), 가운데의 진(陣)에 진을 치고 요시모리는 서쪽 기도구치를 지켰는데, 미우라 일족은 이미 그 전날에 있었던 전투로 지쳐 있었기에 하는 수 없이 성을 버리고 해상으로 도주하게 되었다. 이 무렵 이미 여든아홉의 고령이었던 할아버지 미우라 요시아키는 「오늘 이 늙은 목숨을 부에이(武衛, 요리토모) 님께 바치고 자손의 번영을 도모하겠다」라며 혼자서 성에 남아 분전하다 전사했다(기누가사 성 합전).
요시모리 등 미우라 일족은 해상으로 요리토모의 장인 호조 도키마사(北条時政) 등과 합류하고 29일에 아와 히라키타 군(平北郡) 료지마(猟島)에서 요리토모를 맞이하였다. 일본의 군키모노가타리 《헤이케 이야기》(平家物語)에 따르면 이때 요시모리는 「아비가 죽고 자손이 죽어도 요리토모 공의 모습을 뵙게 되니 이보다 더한 기쁨은 없습니다. 부디 본회를 이루시어 천하를 차지하십시오. 그날이 오면 부디 저를 사무라이도코로(侍所)의 벳토(別当, 장관)로 임명해 주십시오. 가즈사노스케(上総介)였던 이토 다다키요(伊藤忠清)가 헤이케로부터 8개 구니의 사무라이도코로벳토(侍所別当)로 임명되어 그 위세가 부럽다고 생각하여, 언젠가 저도 하치만 대보살(八幡大菩薩)께 기원했던 일입니다.」라고 바랬다고 한다.
9월에 아와에 집결한 요리토모측 잔당은 재기를 도모하여 각지의 무사들에게 참진(参陣)을 명하였다. 그 가운데서도 유력한 지바 쓰네타네(千葉常胤)에게는 아다치 모리나가(安達盛長)가, 가즈사노 히로쓰네(上総広常)에게는 요시모리가 참진을 촉구하는 사자로 보내졌다. 쓰네타네는 곧장 거병하여 요리토모를 맞이하였으나, 히로쓰네는 좀처럼 응하지 않았는데, 엿새째 되는 밤에 요시모리는 히로쓰네로부터 '쓰네타네와 상의하여 참배하겠다'는 하는 말을 받아가지고 돌아왔다. 요리토모가 아와를 떠나, 보소 반도(房総半島)를 북상하여 지바 씨(千葉氏) 등을 가세시키고 스미다 강(隅田川)에 다다랐을 때, 히로쓰네는 2만 기나 되는 대군을 거느리고 요리토모에게 참가했다. 히로쓰네는 요리토모의 역량에 따라서는 그의 배후를 치겠다고 생각하고 있었지만, 요리토모의 위엄에 눌려 마음으로 그에게 탄복했다고 한다.
10월에 유이가하마에서 싸운 하타케야마 시게타다 ・ 가와고에 시게요리(河越重頼) ・ 에도 시게나가(江戸重長)를 포함한 도고쿠 무사(東国武士)들이 잇따라 참진하여 요리토모군은 수만 기의 대군이 되었으며, 가와치 겐지(河内源氏)의 본거지 가마쿠라로 들어갔다. 이 무렵 미나모토노 요리토모는 미우라 요시즈미(三浦義澄) 이하 미우라 씨에게 「하타케야마 시게타다는 겐지를 향해 활을 당겨 쏘았다고는 하나 그 정도 세력 있는 자를 두터이 대하지 않는다면 일을 성취할 수 없을 것이다」라며 과거의 일로 원한을 품지 말라고 타일렀다고 한다. 10월 20일 스루가 국(駿河国)의 후지 강 전투(富士川の戦い)에서 다이라노 고레모리(平維盛)가 이끄는 헤이케군을 격파하였다.
가마쿠라에서 요리토모는 간토 땅에 대한 지배력 다지기에 나섰다. 11월에는 히타치 국(常陸国)의 사타케 씨(佐竹氏, 히타치 겐지)를 쳤는데, 여기서 요시모리와 히로쓰네는 사타케 히데요시(佐竹秀義)를 생포하였다. 11월 17일에 가마쿠라로 개선하여 그곳에서 간토 통치를 위한 여러 기관들을 설치하였고, 요시모리는 아와에서 자신이 청원했던 대로 사무라이도코로(侍所)의 벳토로 임명되게 된다. 12월에 가마쿠라 오쿠라(大倉) 땅에 요리토모가 거처할 고쇼(御所)가 완성되었다. 그 입주 의식(入御の儀式)에서 요시모리는 도열한 고케닌들의 맨 앞에 서 있었다.

### 지쇼 주에이의 난과 오슈 합전
《아즈마카가미》(吾妻鏡)에는 그뒤 요시모리는 죄인의 처단이나 헤이케와 대치하던 도토미 국(遠江国)으로 파견되거나 하는 등 활동하였다. 미나모토노 요시나카(源義仲, 시나노 겐지)와의 합전이나, 헤이케에 대한 공격인 이치노타니 전투(一ノ谷の戦い)의 군중에서는 그 이름이 보이지 않는다.
겐랴쿠(元暦) 원년(1184년) 8월에 요리토모의 동생인 노리요리(範頼)가 헤이케 추토를 위해 1천여 기를 거느리고 가마쿠라를 출발하였다. 사무라이도코로벳토 요시모리는 이쿠사부교(軍奉行)로써 그 군세에 종군하였다. 노리요리의 군은 산요도(山陽道)를 진군하여 규슈(九州)로 건너갔고, 헤이케를 포위하고 퇴로를 차단한다는 전략이었다. 신중한 노리요리는 싸움의 대소를 요시모리와 자주 상담하였다. 그러나 원정군은 요와의 기근(養和の飢饉)의 악영향이 아직 남아 있었던 탓에 군량 조달에 어려움을 겪었고, 세토 내해(瀬戸内海)를 헤이케에게 제압당해 배가 없는 상황에서 규슈로 건너갈 수도 없어서 싸움은 장기화되었다. 《아즈마카가미》 겐랴쿠 2년 1월 12일조에는 고전 상황을 호소하는 노리요리의 기사가 있고, 여기에는 「도고쿠의 무사들은 (장기화된 싸움에) 몹시 지루해 하며 본국을 그리워하고, 와다 고타로 요시모리(和田小太郎義盛)마저도 저으기 가마쿠라로 돌아갈까 하는 상황입니다. 그밖의 다른 사람들은 말할 것도 없습니다.」라고 보고하고 있다.
1월 26일에 원정군은 병선 조달에 성공하였고, 요시모리는 호조 요시토키(北条義時), 아시카가 요시카네(足利義兼) 등과 함께 분고 국(豊後国)으로 건너갔다. 분고 아시야 전투(葦屋浦の戦い)에서 헤이케측을 격파하고, 헤이케의 배후 차단에 성공한다. 그 사이에 미나모토노 요시쓰네(源義経)가 야시마 전투(屋島の戦い)에서 승리, 헤이케는 나가토 국(長門国) 히코시마(彦島)에 고립되었다.
3월 25일, 단노우라 전투(壇ノ浦の戦い)가 벌어졌다. 노리요리의 군은 육지에 포진하여 해전을 치르고 있는 요시쓰네의 군을 지원하였다. 《헤이케 이야기》에 따르면 요시모리는 말을 타고 물가에 서서 헤이케 수군을 향해 화살을 쏘았는데 그 화살은 2, 3정 거리를 날아와 헤이케측을 놀라게 하였고, 화살에 요시모리 자신의 이름을 써 두고 "여기 내가 쏜 이 화살을 한번 내게 돌려 줘 보아라"라고 도발하였다. 헤이케측의 다이라노 도모모리(平知盛)는 헤이케측의 강궁(強弓)을 다루는 자를 찾게 하였고, 이요 국(伊予国)의 슈진(住人) 니이 지카키요(仁井親清)가 훌륭하게 요시모리가 멀리서 쏜 화살을 되받아 쏘는데 성공하여 요시모리의 자만을 비웃었다. 화가 난 요시모리는 배에 타고 바다로 나가서 마구 싸움을 벌였다고 한다. 단노우라 전투는 겐지의 승리로 끝났고, 헤이케는 멸망하였다.
헤이케가 멸망한 뒤에 큰 공이 있었던 요시쓰네는 요리토모와 대립하게 되었다. 요시쓰네의 이쿠사부교였던 가지와라노 가게토키(梶原景時)의 참언도 한 원인이었다. 요시모리는 사무라이도코로벳토, 가게토키는 그 차관인 쇼시(所司)로 각자가 헤이케 추토군을 거느린 노리요리, 요시쓰네의 보좌역을 맡고 있었다.
요시쓰네는 요리토모에게 사죄를 표하였으나 요리토모는 받지 않았고, 미야코(京)에서 거병할 것을 도모하였으나 이마저 실패, 규슈로 건너가려던 계획까지 실패한 뒤에 다시금 오슈 후지와라 씨(奥州藤原氏)에게로 달아났다. 분지(文治) 5년(1189년) 후지와라노 히데히라(藤原秀衡)의 뒤를 이은 야스히라(泰衡)가 요시쓰네를 습격해 죽이고 6월에 그 목이 가마쿠라로 보내져 왔다. 그것이 요시쓰네의 수급임을 확인한 것은 와다 요시모리와 가지와라노 가게토키였다.
7월, 요리토모는 오슈 후지와라 씨 토벌의 군을 일으켰다. 오슈 합전(奥州合戦)이다. 요시모리는 여기에 종군하여 아쓰카시 산 전투(阿津賀志山の戦い)에서 야스히라 ・ 구니히라(国衡) 형제는 가마쿠라군에 크게 패하였다. 구니히라는 전사하고 야스히라는 히라이즈미(平泉)를 버리고 북쪽으로 달아났는데, 아쓰카시 산에서의 전투에서 요시모리는 선진(先陣)을 맡아서 이를 추격해 구니히라와 화살을 쏘며 전투를 벌였다. 전투 뒤에 구니히라를 전사시킨 전공을 놓고 와다 요시모리와 하타케야마 시게타다 사이에 논쟁이 벌어졌다. 9월에는 야스히라가 자신의 게닌(家人)에게 배신당해 그 수급이 가마쿠라군의 진중에 보내졌고, 그 수급에 대한 확인을 행한 것은 와다 요시모리와 하타케야마 시게타다였다.

### 고케닌의 난
겐큐(建久) 원년(1190년) 9월, 미나모토노 요리토모가 상경하였다. 와다 요시모리에게 그 선진(先陣) 역할이 주어졌다. 12월 1일, 우콘노에노다이쇼(右近衛大将) 배하(拝賀)의 수병(随兵) 7인 가운데 선발되어 요리토모의 상왕궁(인노고쇼) 참내에 공봉(供奉) 역할을 맡았다. 나아가 이제까지의 훈공으로 미나모토노 요리토모에 의한 고케닌 10인의 성공(成功) 추거가 명령되었을 때, 그 한 사람에 들어서 사에몬노이(左衛門尉)로 임명되었다.
겐큐 3년(1192년), 사무라이도코로벳토 직책을 가지와라노 가게토키와 교대하였다. 《아즈마카가미》에 따르면 가게토키가 "하루만이라도 맡아 보고 싶다"고 요시모리에게 부탁하였고, 자신의 영지로 돌아간 사이에 그에게 자리를 맡겼는데, 가게토키의 간사한 모략에 의해 그대로 빼앗겨 버리게 되었다고 한다.
겐큐 10년(1199년) 정월에 요리토모가 사망하고, 미나모토노 요리이에(源頼家)가 2대 쇼군이 되었다. 요시모리는 숙로(宿老)로써 13인의 합의제(十三人の合議制)에 들었다.
10월, 가지와라노 가게토키가 유키 도모미쓰(結城朝光)를 참언하는 사건이 일어났다. 이를 안 고케닌들은 격노하여 요시모리나 그 종제 ・ 미우라 요시무라(三浦義村) 등 제장 66인의 연명으로 가지와라노 가게토키에 대한 탄핵장(弾劾状)을 작성하여 오에노 히로모토(大江広元)에게 제출하였다.
히로모토는 고케닌들 사이의 항쟁을 두려워하여 잠시 동안 이 탄핵장을 쇼군에게 올리지 않고 유보해 두고 있었다. 11월이 되어 이를 알게 된 요시모리는 고쇼에서 히로모토와 만나 「그대는 간토 땅의 조아(爪牙)이고 이목(耳目)으로써 오랫동안 일해 오셨습니다. 지금 가게토키의 권위를 두려워하여 제장들의 울분을 숨겨 버리시는 것은 법에 어긋나는 것 아닙니까?」라고 격하게 힐문하였다. 하는 수 없이 히로모토는 그 탄핵장을 요리이에에게 피로하였다. 가게토키는 실각하여 가마쿠라를 떠났고, 이듬해 쇼지(正治) 2년(1200년) 정월에 그의 반대파에게 토벌당해 집안이 멸망하였다(가지와라노 가게토키의 변). 2월, 가게토키의 실각으로 요시모리는 사무라이도코로벳토로 복직하였다.
겐닌(建仁) 3년(1203년), 호조 씨(北条氏)와 히키 씨(比企氏) 사이에 항쟁이 발생했다. 히키 씨의 당주인 히키 요시카즈(比企能員)는 요리이에의 애첩으로 적남(嫡男) 이치반(一幡)을 낳은 와카사노 쓰보네(若狭局)의 아버지로, 권세를 떨치고 있던 바쿠후의 권력자 호조 도키마사(北条時政)에게 위협이 되고 있었다. 요리이에가 병으로 쓰러져 위독한 상태가 되었던 9월 2일, 도키마사는 요시카즈를 모살했다. 히키 일족은 이치반과 와카사노 쓰보네를 끼고 오고쇼(小御所)에서 농성하였다. 호조 씨는 아마미다이(尼御台) ・ 호조 마사코(北条政子)의 명의로 고케닌들에게 히키 씨 토벌을 명했고, 사무라이도코로벳토 요시모리도 여기에 참가하여 히키 씨는 공격당해 멸망하게 된다(히키 요시카즈의 변).
9월 5일 위독한 지경에서 회복된 요리이에는 자신의 아들과 처가인 히키 집안이 모조리 멸망당했음을 알라고 격노했고, 요시모리와 닛타 다다쓰네(仁田忠常) 앞으로 호조 씨 토벌을 명하는 미교쇼(御教書)를 써서 호리 지카이에(堀親家)를 시켜 보냈다.  요시모리는 숙고 끝에 이 미교쇼를 호조 도키마사에게 보냈다. 호리 지카이에는 체포되어 살해되었고, 닛타 다다쓰네도 호조 씨에 의해 멸망당했다.
9월 7일 요리이에는 쇼군직을 빼앗기고 강제로 출가하게 되었고, 이즈(伊豆)의 슈젠지(修善寺)로 쫓겨났다. 그를 대신해 동생 사네토모(実朝)가 쇼군직에 취임했고, 도키마사는 초대 싯켄(執権)으로 취임했다.
겐큐(元久) 2년(1205년) 6월, 호조 도키마사의 책모에 의해 하타케야마 시게타다에게 모반 혐의가 씌워져서, 도키마사의 적남인 요시토키(義時)를 총대장으로 하는 토벌군이 출발하게 되었다. 요시모리도 그 한편의 대장군으로써 출진했고, 바쿠후의 대군 앞에서 시게타다와 그 일족은 멸망당했다.(하타케야마 시게타다의 난). 그 후 도키마사는 사네토모의 폐립을 기도하였으나 마사코와 요시토키가 동의하지 않아 실패하고 실각하게 되었다(마키 씨 사건). 도키마사 대신 요시토키가 2대 싯켄으로 취임하게 되었다.
죠겐(承元) 3년(1209년), 요시모리는 가즈사노 고쿠시(上総国司) 직책을 은근히 바라게 되었다. 쇼군 사네토모는 이를 받아들이고자 하여 어머니 마사코와 상담하였으나 '요리토모의 예(例)' 즉 요리토모 때부터 고케닌이 수령에 임명되는 것은 정지되었음을 이유로 마사코는 난색을 표하였다. 실제로는 '요리토모의 예'라는 것은 고시라카와인(後白河院)과의 대립에 의한 특수한 케이스로 사네토모 때에는 히라가 도모마사(平賀朝雅)나 햣타 도모이에(八田知家)처럼 고케닌이 수령이 된 예는 이미 존재하고 있었으므로 이는 마사코에 의한 요시모리 견제 내지는 혐오가 있었던 것이라는 설도 있다. 다만 마사코는 사네토모가 바란다면 여성의 몸으로 이 이상의 참견은 하지 않겠다고도 했다. 요시모리는 나아가 정식으로 오에노 히로모토를 통해 관장(款状, 탄원서)를 제출하고 지쇼-주에이 이래의 훈공을 서술하여 「평생 마지막 소원」(一生の余執)으로써 가즈사노 고쿠시를 바랐다. 사네토모는 대응을 약속하고 잠시 대기할 것을 명하였다. 그러나 요시모리의 바람은 받아들여지지 않았고, 죠겐 4년(1210년) 6월에 고토바인(後鳥羽院)의 근신(近臣)으로 북면 무사(北面の武士)인 후지와라노 히데야스(藤原秀康)가 가즈사노스케(上総介)로 취임하고, 죠겐 5년(1211년) 12월이 되어 요시모리는 스스로 자신의 관장을 취하했다.

### 와다 합전
겐랴쿠(建暦) 3년(1213년) 2월, 요시모리가 가즈사 이스미 장원(伊北荘)으로 내려가 있는 사이에 이즈미 지카히라(泉親衡)가 요리이에의 유아(遺児)인 에이시쓰(栄実)를 옹립하여 호조 씨를 타도하려 한 음모가 발각되었다(이즈미 지카히라의 난). 관계자의 자백으로 요시모리의 아들인 요시나오(義直), 요시시게(義重), 그리고 조카 다네나가(胤長)의 관여가 밝혀지게 되었다.
3월, 요시모리는 가마쿠라로 돌아와 사네토모에게 자신의 아들과 조카들에 대한 사면을 빌었고, 아들은 용서받았지만 조카인 다네나가만은 사건의 장본인이라 하여 용서받지 못했다. 구명 탄원을 위해 찾아온 와다 일족 90명이 모여 있던 쇼군 고쇼 남쪽 뜰에서 다네나가는 포박당한 채 끌려나갔고, 이 광경을 지켜 본 와다 일족은 큰 수치심을 느꼈다.
17일, 다네나가는 무쓰 국(陸奥国)으로 유배되게 되었다. 가마쿠라에 있던 다네나가의 저택은 몰수되었고, 여섯 살 된 그의 딸은 슬퍼하다 병을 얻어 21일에 사망하고 만다. 요시모리는 '죄인의 저택은 일족에게 내려지는 것이 관례'라며 다네나가의 저택을 자신에게 하사해 줄 것을 요구했다. 이 소원은 받아 들여졌지만, 그 직후에 싯켄 요시토키는 난의 평정에 공이 있었던 자신의 게닌(家人) 가나쿠보 유키치카(金窪行親)와 안도 다네이에(安東忠家)에게 다네나가의 옛 저택을 넘겨줘 버렸다.
거듭되는 요시토키의 도발에 요시모리는 히라야마토(横山党)나 반호조파를 꾀어 거병할 것을 결의하였다. 가마쿠라에서는 유언비어가 나돌았고, 하루하루가 떠들썩했다. 4월 27일 가마쿠라의 상황을 우려한 쇼군 사네토모는 사자를 요시모리의 저택으로 보냈다. 사네토모의 사자로 온 교부노조(刑部丞) 시마즈 다다스에(島津忠季)에게 요시모리는 「윗전(사네토모)께는 전혀 원한이 없습니다만 소슈(相州, 요시토키)의 행동거지가 안하무인격이라 이를 한 마디 해 줘야겠다며 젊은이들이 벼르고 있는 듯하옵고, 제가 몇 번이고 이를 말렸습니다만 도무지 들으려 하지 않습니다. 이렇게 한결같은 마음이 된 이상 저의 힘으로는 어떻게 할 수가 없습니다.」라고 대답했다.
《메이게쓰키》(明月記) 겐랴쿠 3년 5월 9일조에 따르면, 지난 봄에 모반(이즈미 지카히라의 난)을 일으킨 자가 결집하고 있다는 풍문이나 낙서가 있었고, 그 주모자는 요시모리였다. 이에 요시모리는 자신의 입장을 밝혀 변명하고 사네토모에게서 용서를 받았다. 그러나 고쇼에서는 요시모리를 숙청하자는 밀의(密議)가 이루어지고 있었다. 그 움직임을 파악한 요시모리가 더욱더 병사를 모아 모반을 기도하게 되었다, 라고 하고 있다. 《호레키칸키》(保暦間記)에는 요시모리의 자식들이 요리이에의 유아의 옹립을 모의하고 요시모리도 이에 동의하였으므로 합전이 벌어지게 되었다고 한다.
거병에 즈음하여 가장 의지했던 것이 본가에 해당하는 미우라 씨의 당주 요시무라였다. 요시무라는 거병에 함께할 것을 약속했고 기청문(起請文)까지 썼다. 그러나 요시무라는 동생 다네요시(胤義)와 상담하고 변심하여 요시모리 모반을 요시토키에게 통보하였다. 《메이게쓰키》는 요시모리와 요시무라가 그 이전부터 대립 관계에 있었다고 하고 있어, 요시무라는 당초부터 요시토키에 내통하고 있었을 가능성이 높다는 지적이 나오기도 한다. 《구칸쇼》(愚管抄)는 「요시모리 사에몬(義盛左衛門)이라 하는 미우라의 장자(長者), 요시토키를 깊이 질시하여 치고자 하는 뜻이 있어」(義盛左衛門と云う三浦の長者、義時を深く嫉みて討たんとの志ありけり)라고 쓰고 있는데, 교토에서는 요시모리의 숙부인 미우라 요시즈미(三浦義澄) 사후 미우라 일족의 가장은 아들 요시무라가 아닌 조카 요시모리로 보고 있었던 것으로 여겨진다.
5월 2일, 요시모리는 일족들과 함께 거병하여 가마쿠라에서 격렬한 시가전이 전개되었다. 무용으로 울려져 있던 와다 일족은 분전을 거듭했다. 그 가운데서도 요시모리의 셋째 아들 아사히나 요시히데(朝比奈義秀)는 가장 눈에 띄는 싸움을 벌였다. 그러나 요시토키측에는 새로운 지원군이 차례로 도착했고, 밤까지 계속된 싸움으로 와다 일족도 지쳐서 유이가하마로 물러나 원군을 기다렸다. 다음날 3일 아침, 히라야마토가 도착하고 그 밖의 다른 아군들도 도착하여 다시 세를 떨치게 되었다. 와다측이 뜻밖에 대군이 되어 가는 것을 두려워한 요시토키와 오에노 히로모토는 쇼군 사네토모의 명의로 미교쇼를 발부하였다. 여기에 많은 고케닌들이 응하여 사네토모의 명을 받은 바쿠후군은 대군이 되어 반격에 나섰다. 저녁까지 와다 일족은 차례로 토벌당했고, 그 가운데 요시모리의 아끼는 아들이었던 요시나오도 전사했으며, 늙은 요시모리는 이에 소리내어 슬피 울었다고 한다. 오에노 요시노리(大江義範)의 노토(郎党)가 이를 습격하여, 마침내 요시모리는 전사했다. 향년 67세였다.
요시모리의 아들인 요시시게(義重), 요시노부(義信), 히데모리(秀盛)는 전사했지만, 쓰네모리(常盛), 아사히나 요시히데, 그리고 손자 도모모리(朝盛) 등은 전장을 탈출해 도망칠 수 있었다.
가마쿠라에서는 하치만구(八幡宮) 산노토리이(三の鳥居) 부근의 고마치토리(小町通り) 옆, 오늘날 가마쿠라 조춘당(鎌倉彫椿堂) 부근에 와다 요시모리의 저택이 있었다. 요시모리가 전사한 유이가하마에는 오늘날에도 「와다즈카」(和田塚)라는 공양총(供養塚)과 지명이 남아 있다. 와다즈카의 주소는 유이가하마(由比ガ浜) 3초메(丁目)4-7이다.

## 인물
활의 명수로 무용(武勇)이 뛰어나 고케닌들의 존경을 받은 인물이었다. 사무라이도코로벳토로써는 사이코쿠 원정 때에는 맨앞에서 '도고쿠로 돌아가자'고 하거나, 가마쿠라 안에서 미우라 씨와 아시카가 씨(足利氏)가 싸울 때 중재를 해야 하는 입장임에도 불구하고 미우라의 편을 드는 등, 자신의 직무에 대해 사려가 부족한 면모를 보였다. 와다 합전에서는 그 단순하고 우직한 면모를 요시토키에게 이용당해 그의 도발을 받아 거병하는 결과로 몰리게 되었다.

## 아사히나 요시히데와 도모에 고젠

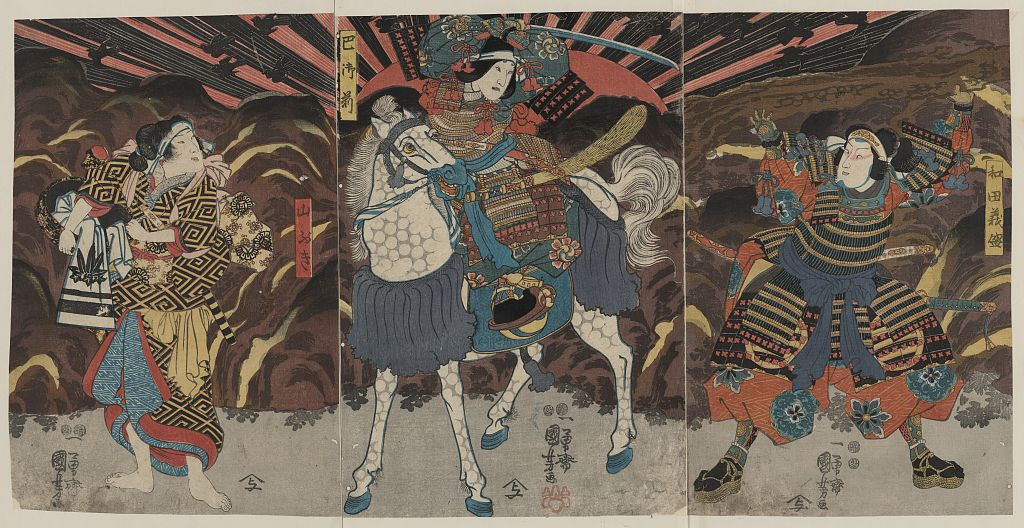
메이지 시대에 그려진 와다 요시모리(맨 오른쪽)와 도모에 고젠(가운데). 맨 왼쪽은 도모에 고젠과 함께 요시나카를 따랐던 또 다른 여성 무사인 야마부키이다.

군키모노가타리 《겐페이소스이키》(源平盛衰記)에는 기소노 요시나카(木曾義仲)가 멸망한 뒤에 요시나카의 애첩이었던 여성 무사 도모에 고젠(巴御前)이 가마쿠라에 내려왔고, 요시모리가 그렇게 강한 여자라면 강한 아이를 낳을 것이라며 요리토모에게 요청해 요시모리 자신이 도모에를 취한 뒤, 그 사이에서 아사히나 요시히데(朝比奈義秀)라는 아이가 태어났다고 한다.
그러나 《아즈마카가미》의 기록에 따르면 요시나카가 멸망했을 때에 요시히데는 이미 아홉 살이었고, 도모에가 요시히데의 어머니라는 것은 연령대가 맞지 않아서 이야기적인 창작으로 보이고 있다. 또한 요시모리가 도모에를 아내로 맞았다는 것도 《겐페이소스이키》에서만 보이는 것이고 《아즈마카가미》나 《헤이케 이야기》에도 보이지 않는 이야기다. 요시히데는 천하에 비길 데가 없는 큰 힘을 지녔다고 일컬어졌고(《군서계도》) 가마쿠라 아사히나 고개(朝比奈峠)를 하룻밤만에 넘나들었다는 전승도 지닌 호걸이었기에 그런 요시히데를 여성이면서도 용력이 강했다는 도모에와 결부짓는 전승이 생겨난 것으로 보인다. 이와 같은 전승이 생겨난 배경으로 와다 요시모리가 사무라이도코로벳토로써 자신의 저택에 죄인을 가두는 뇌옥(牢屋)을 구비하고 있었던 데에서 도모에 역시 미우라의 요시모리 저택에 갇혔을 가능성이 상정되고 있다.

### 내용주
1. ↑  나가에 요시카게(長江義景)의 누이동생이다.
2. ↑  도요우케 다이진구 7사(豊受大神宮七社)의 禰宜이다.
3. ↑  일본 가나가와 현 미우라 시(三浦市) 핫세 정의 와다이다.
4. ↑  요시쓰네의 교만함과 독단, 전횡 등의 행위를 보고하였다.
5. ↑  나머지 여섯 명은 호조 요시토키(北条義時), 오야마 도모마사(小山朝政), 가지와라노 가게토키(梶原景時), 도이 사네히라(土肥実平), 히키 요시카즈(比企能員), 하타케야마 시게타다(畠山重忠)였다.
6. ↑  나머지 지바 쓰네히데(千葉常秀, 할아버지인 쓰네타네가 사양하였다) ・ 가지와라노 가게시게(梶原景茂, 아버지인 가지와라노 가게토키가 사양하였다) ・ 햣타 도모시게(八田知重, 아버지인 도모이에가 사양하였다)가 사효에노이(左兵衛尉), 미우라 요시무라(三浦義村, 아버지 요시즈미가 사양하였다) ・ 가사이 기요시게(葛西清重)가 우효에노이(右兵衛尉), 사와라 요시쓰라(佐原義連) ・ 아다테 도모토(足立遠元)가 사에몬노이(左衛門尉), 오야마 도모마사 ・ 히키 요시카즈가 우에몬노이로 임명되었다.